# Lakalaka
Le lakalaka est la danse traditionnelle nationale des Tonga pratiquée lors des cérémonies importantes comme le couronnement du roi et l’anniversaire de la constitution.
« Lakalaka, danses et discours chantés du Tonga » a été proclamé en 2003 puis inscrit en 2008 par l'UNESCO sur 
la liste représentative du patrimoine culturel immatériel de l’humanité.

## Description
La tradition est apparue au XIXe siècle à partir de la danse me'elaufola. Le terme lakalaka signifie en tongien « faire des pas rapides ou prudents ».
Pendant une trentaine de minutes plusieurs centaines de personnes dansent en rythme en deux groupes, les hommes à droite et les femmes à gauche. Les danseurs frappent des mains et chantent, souvent accompagnés par un chœur. Les personnes sont placés suivant leur rang social et entre les hommes et les femmes est placé le vahenga, une personne de haut rang qui porte souvent un costume unique.
Les danseurs sont habillés de façon traditionnelle avec des chaînes de cheville, des bracelets, des colliers et un tekiteki, une coiffe de plume.